# Nifenazone
Nifenazone là một loại thuốc đã được sử dụng làm thuốc giảm đau cho một số tình trạng thấp khớp.